# 램 슈리램
램 슈리램(Ram Shriram, 본명: Kavitark Ram Shriram, 1956/57년 ~ )은 인도계 미국인 억만장자 사업가이자 자선가이다. 구글의 이사회 설립 인물이자 최초의 발명가 중 한 명이다. 아마존에 고용되어 제프 베이조스를 위해 일했다. 슈리램은 1998년 8월 아마존닷컴으로 들어왔다. 이전에 슈리램은 넷스케이프 임원진으로 1994년 합류했다.
포브스에 따르면 2020년 9월 기준으로 그의 순자산은 2,300,000,000 달러에 이른다.